# Yantaromyrmex geinitzi
Anonychomyrma geinitzi, Hypoclinea geinitzi, Iridomyrmex geinitzi
Espèce
Yantaromyrmex geinitzi est une espèce fossile de fourmis de la sous-famille des Dolichoderinae et de la tribu des Leptomyrmicini. 
Selon la Paleobiology Database en 2023, c'est l'une des cinq espèces de ce genre qui n'a pas de type défini, et la plus anciennement décrite avec Yantaromyrmex constrictus.

## Classification
L'espèce Yantaromyrmex geinitzi est décrite en 1868 par l'entomologiste autrichien Gustav Mayr (1830-1908) sous le protonyme Hypoclinea geinitzi,. 

### Fossiles
Selon Paleobiology Database en 2023, le nombre de collections référencées est de vingt-huit :
- Oligocène, une collection d'Allemagne ;
- Éocène, une collection du Danemark, deux d'Allemagne, une de Lituanie, trois de Pologne, dix-huit de Russie et deux d'Ukraine.

### Synonymes
Selon Paleobiology Database en 2023, l'espèce Yantaromyrmex geinitzi a trois synonymes :
- †Anonychomyrma geinitzi (Mayr, 1868)
- †Hypoclinea geinitzi Mayr, 1868
- †Iridomyrmex geinitzi (Mayr, 1868)

### Renommage
L'espèce est renommée en 1937 par le paléontologue français Nicolas Théobald (1903-1981), suivi en 1987 par Ute Spahr (d), en 1992 par l'entomologiste américain Steven O. Shattuck (d) (1959-) et en 2002 par Gennady Mikhaïlovitch Dlussky (d). 
En 2011 elle est renommée en Anonychomyrma geinitzi par Brian E. Heterick (d) et Steven O. Shattuck (d) (1959-).
En 2013 elle est reclassée dans le nouveau genre Yantaromyrmex sous le taxon Yantaromyrmex geinitzi par Gennady Mikhaïlovitch Dlussky (d) (1937–2014) et Dmitry A. Dubovikoff (d),.

## Étymologie
Compte-tenu du contexte, il est fort probable que son épithète spécifique, geinitzi, lui ait été donnée en l'honneur du géologue allemand Hanns Bruno Geinitz (1814-1900), mentionné dans la publication de l'auteur comme « Prof. Geinitz in Dresden ».
Compte-tenu de la définition du genre en 2013 et de l'origine de l'ambre de la Baltique des premiers fossiles, le préfixe du genre Yantaro provient sans-doute des chantiers navals russes de Kaliningrad Yantar Shipyard, créée en 1945, qui ont construit un navire océnographique ou espion russe Yantar, lancé en 2012.

## Description

### Caractères
La diagnose de Nicolas Théobald en 1937, : 

« Ech R709, 518 coll. Mieg Mus. Bâle. Kleinkembs.
♀ Insecte brun-foncé, même noirâtre, avec antennes et pattes claires. Ailes transparentes avec nervures et stigma bruns. Tête un peu allongée, élargie et arrondie à l'arrière ; yeux de forme ovale assez gros ; ocelles petits ; mandibules assez fortes faisant saillie à l'avant ; antennes insérées en face des angles postérieurs du clypeus ; scape court, n'atteignant pas le bord postérieur de la tête ; funicule formé de segments à peu près aussi longs que larges, à part le premier et le dernier qui sont plus allongés ; très fine pubescence sur la tête. Cou net. Thorax ovale ; segmentation [est] difficile à démêler car le corps a été écrasé. Pétiole court. Abdomen arrondi, un peu plus long que le thorax ; cinq segments visibles. Pattes grêles et longues. Ailes en partie conservées. ».

### Dimensions
La longueur totale est de 5 mm.

### Affinités
« Très voisin de l'Ir. Geinitzi de l'ambre de la Baltique. Mais à cause de la conservation imparfaite nous n'avons pas cru pouvoir en affirmer l'identité. ».

## Galerie

Yantaromyrmex geinitzi en couleurs.
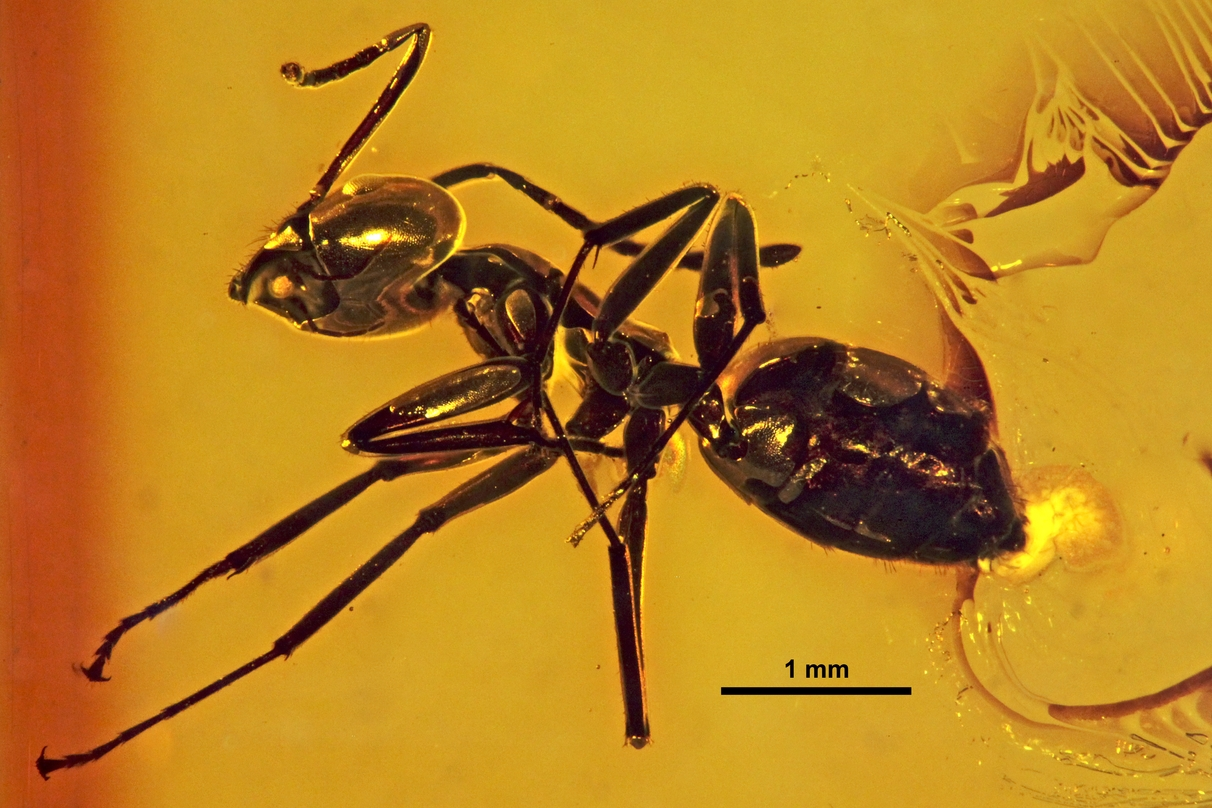
spécimen MBI2289
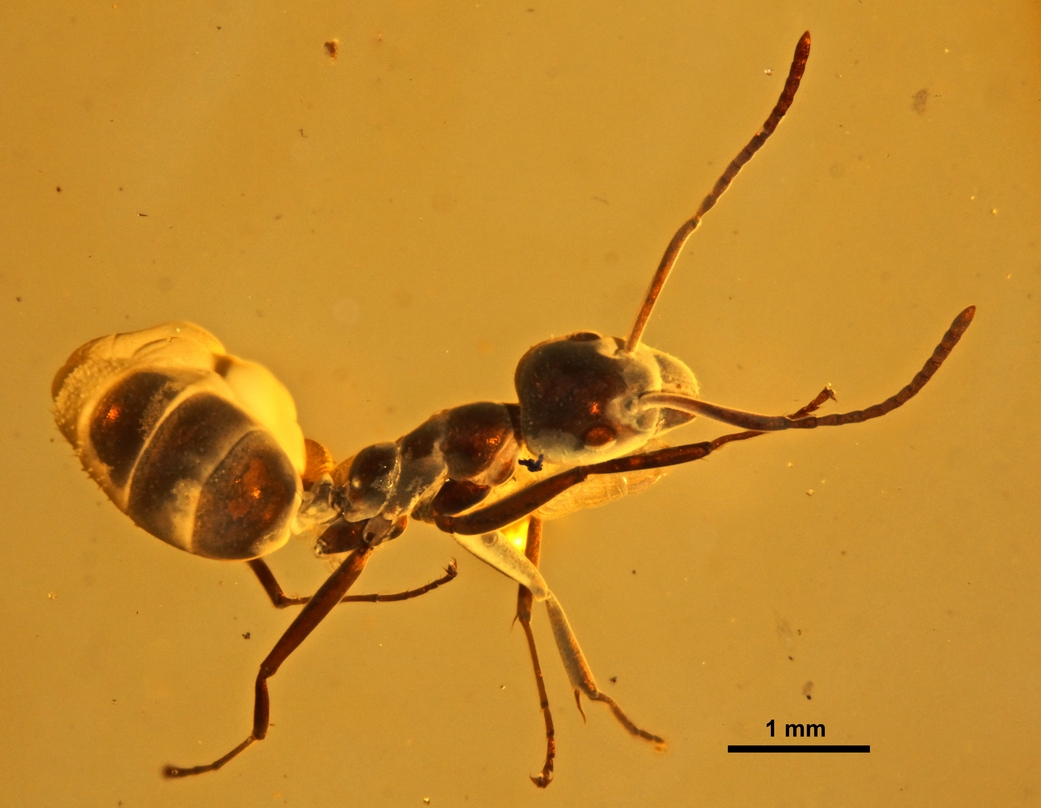
spécimen MBI2290
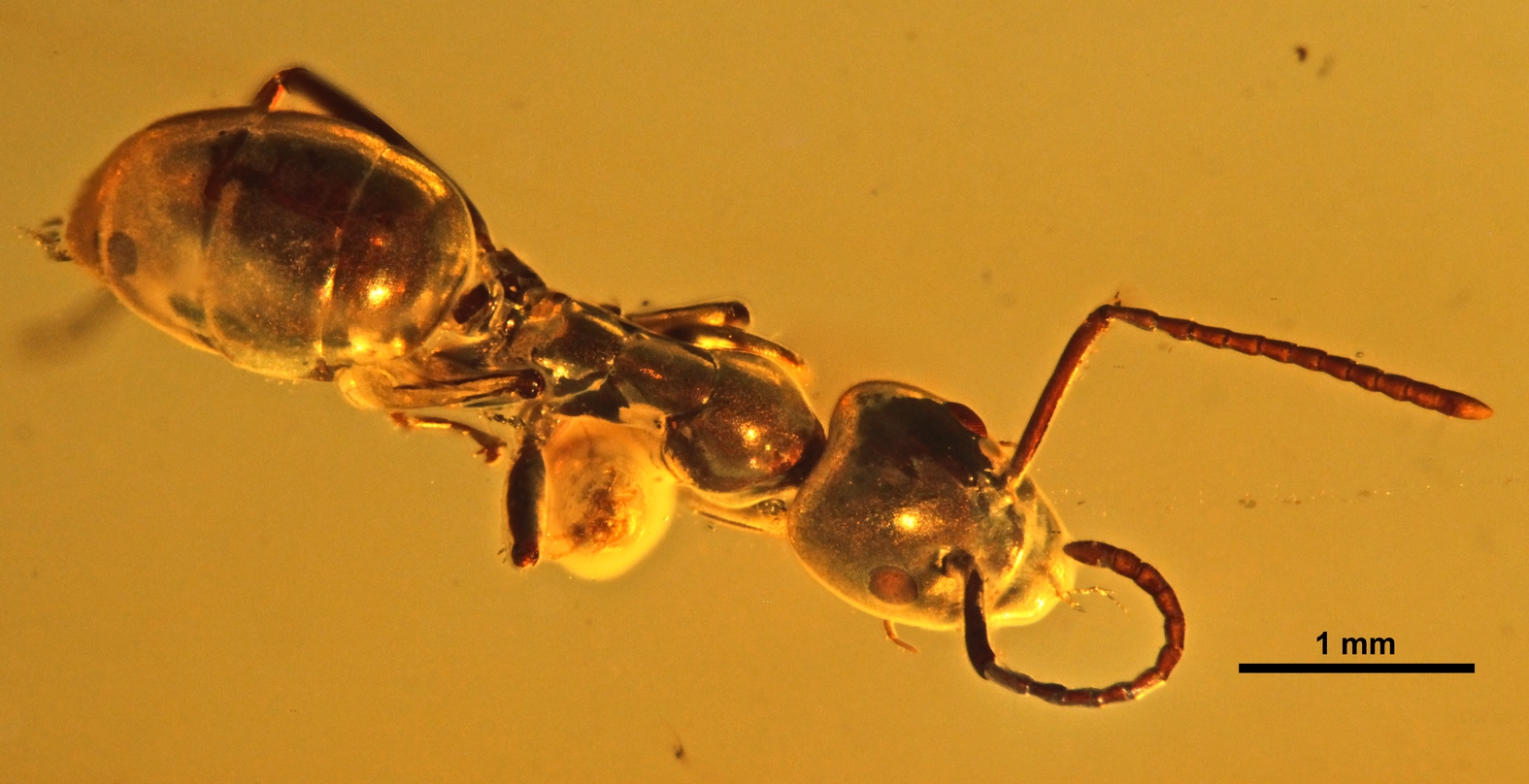
spécimen MBI2291
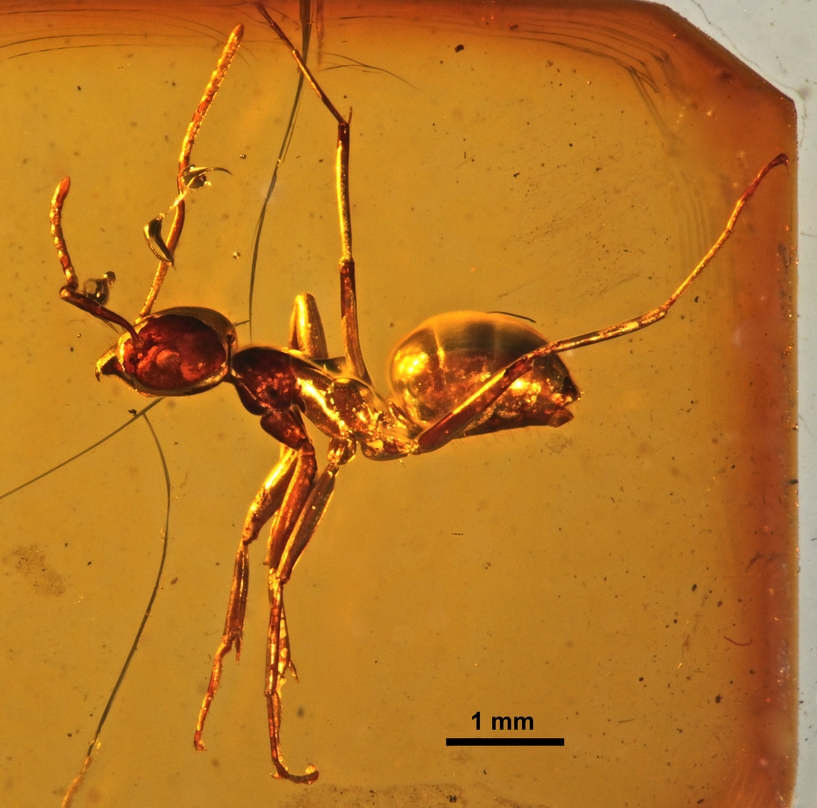
spécimen MBI2293
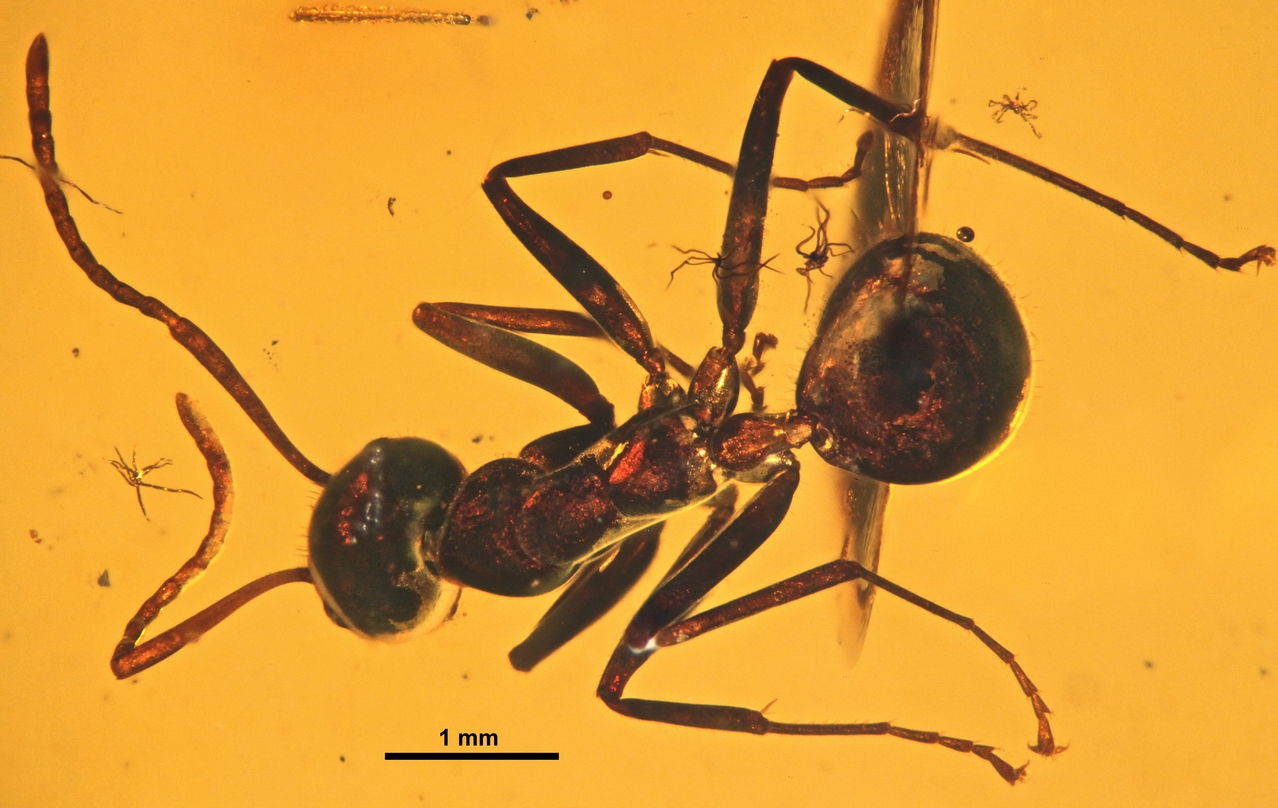
spécimen MBI5062

Yantaromyrmex geinitzi en noir et blanc.
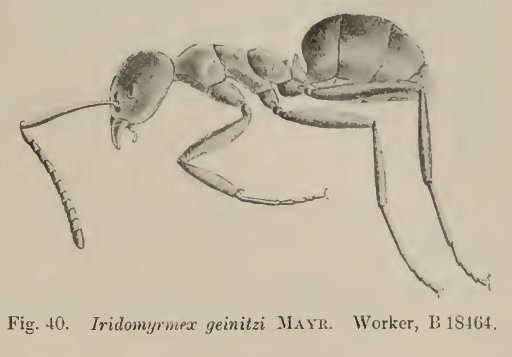
Wheeler spécimen number B 18464
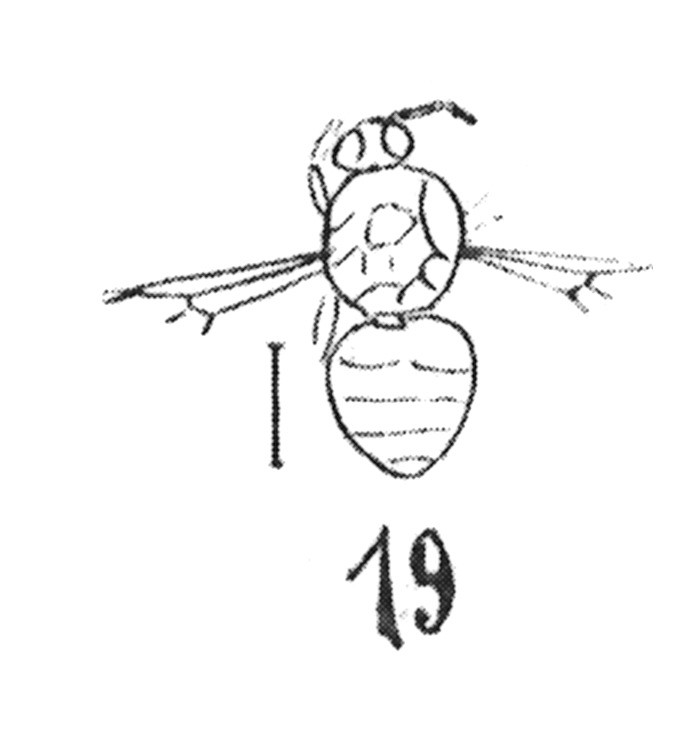
éch. R709 du Sannoisien de Kleinkembs selon N. Théobald
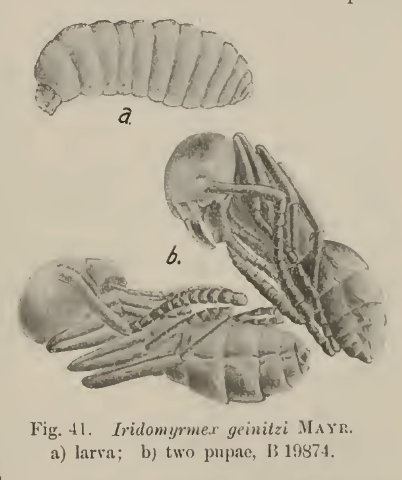
Wheeler spécimen number B 19874

### Publication originale
- [1868] (de) Gustav Mayr, « Die Ameisen des baltischen Bernsteins », Beiträge zur Naturkunde Preussens, vol. 1,‎ 1868, p. 1-102 (lire en ligne).